# Telia Eesti
Telia Eesti AS (precedentemente AS Eesti Telekom) è una delle più grandi società di telecomunicazioni negli Stati baltici e membro di Telia Company. AS Eesti Telekom è una holding registrata e operante nella Repubblica di Estonia.

## Storia
AS Eesti Telekom non è direttamente coinvolta in operazioni commerciali e il suo profitto si accumula principalmente dai profitti di altre società del gruppo. Nel 2008 le vendite nette del gruppo Eesti Telekom sono state pari a 6.190 milioni di corone , con una diminuzione dell'1% nell'anno. L'utile netto del gruppo è stato di 1.438 milioni di corone.
L'operatore mobile estone EMT e l'operatore a banda larga Elion hanno unito le loro funzioni e sono conosciuti come AS Eesti Telekom dall'agosto 2014.
Eesti Telekom ha cambiato il suo nome in Telia Eesti nel 2016.
Telia Eesti è membro dell'Associazione estone di tecnologia dell'informazione e telecomunicazioni.
Il capitale sociale di AS Eesti Telekom è costituito da 137.954.528 azioni ordinarie del valore nominale di 10 corone ciascuna Le azioni ordinarie della società sono suddivise tra gli azionisti nel modo seguente: